# Osvaldas Balakauskas
Osvaldas Jonas Balakauskas (ur. 19 grudnia 1937 w Miliūnai w rejonie wiłkomierskim) – litewski kompozytor.

## Życiorys
Ukończył studia w zakresie dyrygentury chóralnej w Wilnie. W latach 1964–1969 studiował w Konserwatorium Kijowskim, gdzie był uczniem Borysa Latoszynskiego i Myrosława Skoryka. Po ukończeniu studiów pracował jako redaktor czasopisma muzycznego „Muzyczna Ukraina”. W 1972 roku powrócił do Wilna. W latach 1988–1992 i 1994–2006 wykładał kompozycję w Litewskiej Akademii Muzyki i Teatru. Od 1992 do 1994 roku był ambasadorem Republiki Litewskiej we Francji, z jednoczesną akredytacją w Hiszpanii i Portugalii. Laureat litewskiej Narodowej Nagrody Kultury i Sztuki (1996). W 1998 roku odznaczony został Medalem Orderu Wielkiego Księcia Giedymina III klasy.
W swojej twórczości sięga do serializmu i innych awangardowych technik kompozytorskich, które łączy z melodyjnymi i rytmicznymi motywami zaczerpniętymi z litewskiego folkloru muzycznego. Posługuje się własnym, specyficznym systemem tonalnym, w skalach od ośmio- do jedenastodźwiękowych. Skomponował m.in. pięć symfonii (I 1973, II 1979, Ostrobothnian Symphony 1989), poemat muzyczny Ad Astra (1976), Sonatę gór na fortepian i orkiestrę (1975), Spengla-Ula na orkiestrę smyczkową (1984), Opera strumentale (1987), Polilogas na skrzypce i orkiestrę smyczkową (1992), Quartetto concertante na flet, skrzypce, wiolonczelę i fortepian (1970), dwa kwartety smyczkowe (1971), sonatę na skrzypce i fortepian (1969), sonaty organowe (1965, 1980), Aerofonia na kwintet dęty (1985), Rain for Cracow na skrzypce i fortepian (1991), koncert wiolonczelowy (1972), koncert obojowy (1981). 